# Anton Zhesnik
Anton Zhesnik (tudi Česnik), slovenski zdravnik in veterinar, * 14. januar 1801, Zgornji Brnik, † 16. marec 1862, Kočevje.

## Življenje in delo
Gimnazijo je obiskoval v Ljubljani (1817–1824), medicino študiral na Dunaju in 1831 doktoriral z disertacijo De dolore capitis. V letih 1834−1835 je na Dunaju študiral še veterinarsko medicino (2 leti gojenec Thierarzney Instituta) in 1835 diplomiral ter bil med prvimi Slovenci z veterinarsko diplomo. Med bivanjem na Dunaju se je 1824 družil s Prešernom in si pozneje tudi dopisoval. Do 1840 je bil zdravnik in veterinar v Novem mestu, kjer je razvil stalno veterinarsko službo, do 1849 je bil okrožni zdravnik v Špitalu ob Dravi, nato do smrti okrožni (distriktni) fizik v Kočevju.